# Dancing with Tears in My Eyes
Dancing with Tears in My Eyes è una canzone del gruppo britannico Ultravox, pubblicata come secondo singolo dell’album Lament nel 1984.
Raggiungendo la terza posizione dell’UK Singles Chart e la top 10 di diversi altri Paesi europei, essa contribuì a riportare in auge gli Ultravox. Fu inoltre il secondo brano suonato dal vivo dal complesso al Live Aid nel 1985.

## Ispirazione
Midge Ure, autore del testo, ha dichiarato di essersi ispirato al film L'ultima spiaggia: la pellicola parla di uno scenario postapocalittico in seguito ad una guerra nucleare, mentre l’autore, nel testo della canzone, descrive i suoi ultimi momenti di vita prima di un ipotetico disastro atomico.
La musica invece fu creata da Billy Currie insieme a Warren Cann.

## Classifiche
Il singolo si piazzò terzo nella madrepatria e giunse al secondo posto nell’Ultratop 50 Singles fiammingo, sesto nella Dutch Top 40 e nella Lista Przebojów Programu Trzeciego polacca, settimo nelle Offizielle Deutsche Charts tedesche ed ottavo nell’Irish Singles Chart. Fu nella top 75 in Australia e Canada, mentre non riuscì ad entrare in classifica negli Stati Uniti.

## Cover
Versioni alternative sono state registrate da The Poodles, Avantasia, Velvet e Dreamscape.